# 티퍼니 에번스
티퍼니 에번스(Tiffany Evans, 1992년 8월 4일 ~ )는 미국의 싱어송라이터, 배우, 댄서이다.